# 盾果草属
盾果草属（学名：Thyrocarpus）是紫草科下的一个属，为多年生、被毛草本植物。该属共有黄毛盾果草（T. fulvescens）、弯齿盾果草（T. glochidiatus）和盾果草（T. sampsoni）3种，分布于中国西南至西北部。